# Ælfric Cild
Pour les articles homonymes, voir Ælfric.
Ælfric Cild est un noble anglais de la deuxième moitié du Xe siècle. Il est ealdorman de Mercie de 983 à 985.

## Biographie
Originaire de l'est des Midlands, Ælfric Cild possède des domaines dans le Northamptonshire et le Huntingdonshire, et il est un bienfaiteur de l'abbaye de Peterborough. Il épouse la fille de l'ealdorman mercien Ealhhelm (en) et est étroitement associé à son beau-frère Ælfhere, à qui il succède comme ealdorman de Mercie à sa mort, en 983. Deux ans plus tard seulement, en 985, il est banni du royaume pour une raison inconnue. Son fils Ælfwine est tué lors de la bataille de Maldon en 991 en combattant dans la troupe d'élite de l'ealdorman Byrhtnoth.